# Estadio Ana Mercedes Campos
El Estadio Ana Mercedes Campos es un estadio multiuso ubicado en la ciudad de Sonsonate, El Salvador. Específicamente a las orillas de las colonias "14 de Diciembre" y "Atonalt", es utilizado para el fútbol, donde juega de local el Sonsonate Fútbol Club que adquirió un puesto en la Liga Pepsi del Apertura 2015, la capacidad del estadio es para 14,000 espectadores.

## Historia
Las autoridades de la ciudad de Sonsonate de 1950 deciden construir un estadio municipal en ese entonces existía un predio en las afueras de la ciudad donde había un cancha, poco a poco se fueron haciendo los graderíos para el estadio municipal, terminando su construcción en 1951, posteriormente se le cambia el nombre al estadio municipal por decreto de La Asamblea Legislativa por el de "Estadio Ana Mercedes Campos" una notable atleta de la ciudad de Sonsonate que ganó la medalla de Oro en los VII Juegos Centroamericanos y del Caribe específicamente el 10 de marzo de 1954, siendo como sede México, se coronaba Campeona de Lanzamiento de Jabalina, la marca impuesta fue de 38,82 metros.
- Actualidad

La Alcaldía Municipal de Sonsonate le está dando unas mejoras a su estadio. El representante comentó que se trabajarán en dos fases, la primera incluye iluminar la cancha y las partes externas del escenario como graderíos y parqueo; mientras que la segunda implica retocar los camerinos y la pista atlética, el estadio pertenece a la Alcaldía y ésta ha comenzado un proyecto que incluye cambiar el alumbrado del municipio para colocar lámparas led de menor consumo, y se aprovechó para incluir al escenario deportivo, la inversión en el estadio ronda los doscientos mil dólares.

## Instalaciones y capacidad
- El Estadio cuenta con 4 torres de iluminación
- Nueva pista olímpica (no oficial)
- Nuevos baños
- Pintura interior y exterior
- Muro perimetral
- Estacionamiento para 200 vehículos

El Estadio Ana Mercedes Campos cuenta con la siguiente distribución en sus instalaciones:
| Localidad     | Capacidad según Alcaldía |
| ------------- | ------------------------ |
| General (SOL) | 8000                     |
| Tribunas      | 3500                     |
| Preferencial  | 2500                     |
| TOTAL         | 14000                    |

## Detalles
El Estadio es el más grande del Departamento de Sonsonate además en el Apertura 2015 es la sede del Sonsonate Fútbol Club de Primera división de El Salvador (fútbol) 2015 para el primer partido del Apertura 2015 se inaugurará el alumbrado del estadio.

## Cómo llegar
Si viaja en vehículo, debe de tomar la carretera que lo lleva a la ciudad de Sonsonate y ya en el municipio se busca la colonia 14 de Diciembre.
Si viaja en bus sería la siguiente ruta nº 205, nº 205 especial.